# (5545) Makarov
(5545) Makarov es un asteroide perteneciente al cinturón de asteroides descubierto el 1 de noviembre de 1978 por Liudmila Zhuravliova desde el Observatorio Astrofísico de Crimea (República de Crimea).

## Designación y nombre
Designado provisionalmente como 1978 VY14. Fue nombrado Makarov en honor de Askol'd Anatol'evich Makarov, destacado coreógrafo ruso y profesor del Conservatorio de San Petersburgo. De 1942 a 1970 fue el solista líder en el Teatro Mariinskij, y desde 1976 fue director artístico en el Teatro de Ballet Académico Estatal de San Petersburgo.

## Características orbitales
Makarov está situado a una distancia media del Sol de 2,647 ua, pudiendo alejarse hasta 2,700 ua y acercarse hasta 2,594 ua. Su excentricidad es 0,019 y la inclinación orbital 3,420 grados. Emplea 1573,22 días en completar una órbita alrededor del Sol.

## Características físicas
La magnitud absoluta de Makarov es 13,5. Tiene 6,141 km de diámetro y su albedo se estima en 0,246. 